# Stabilní motor

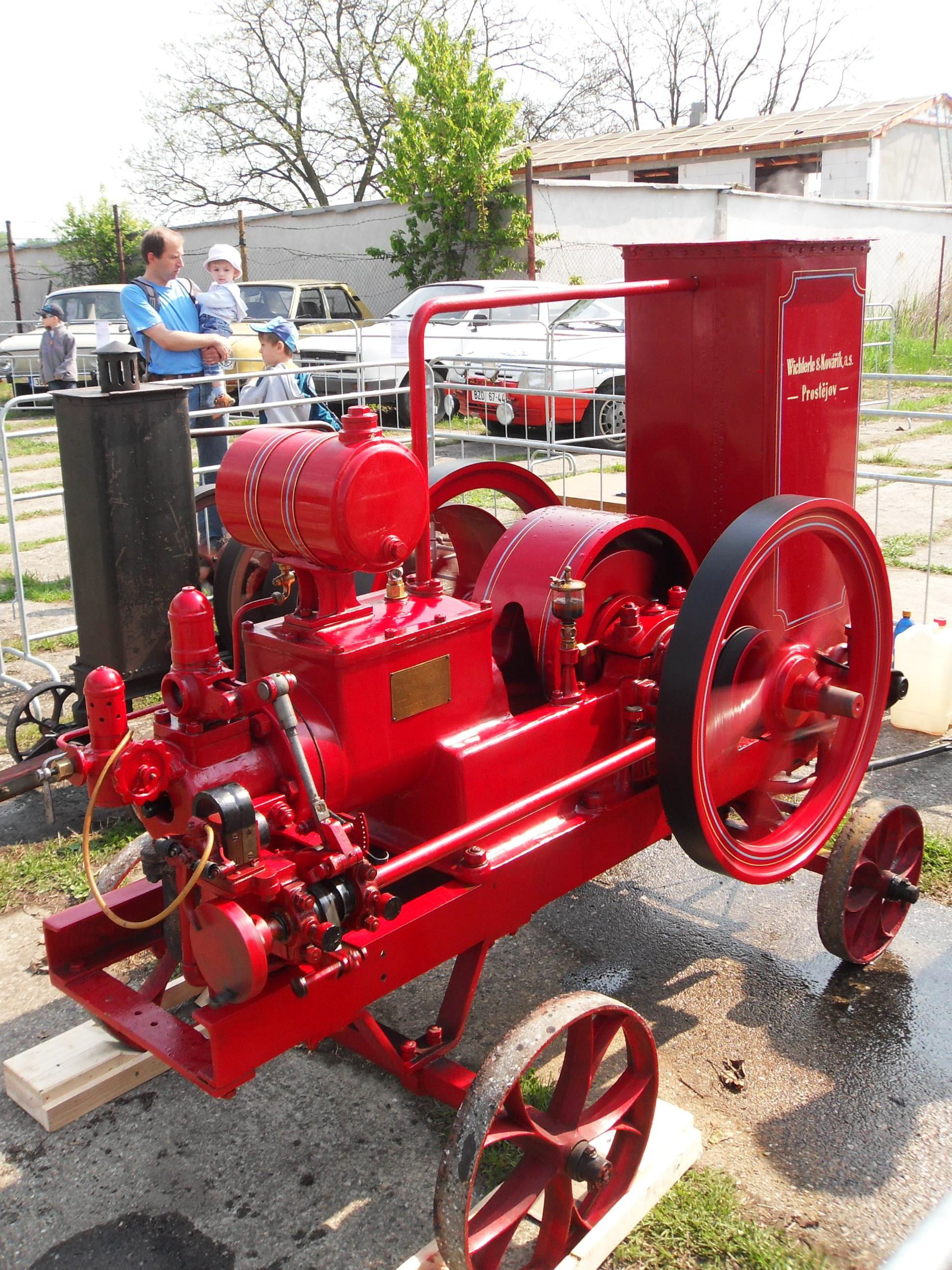
Stabilní motor Wikov

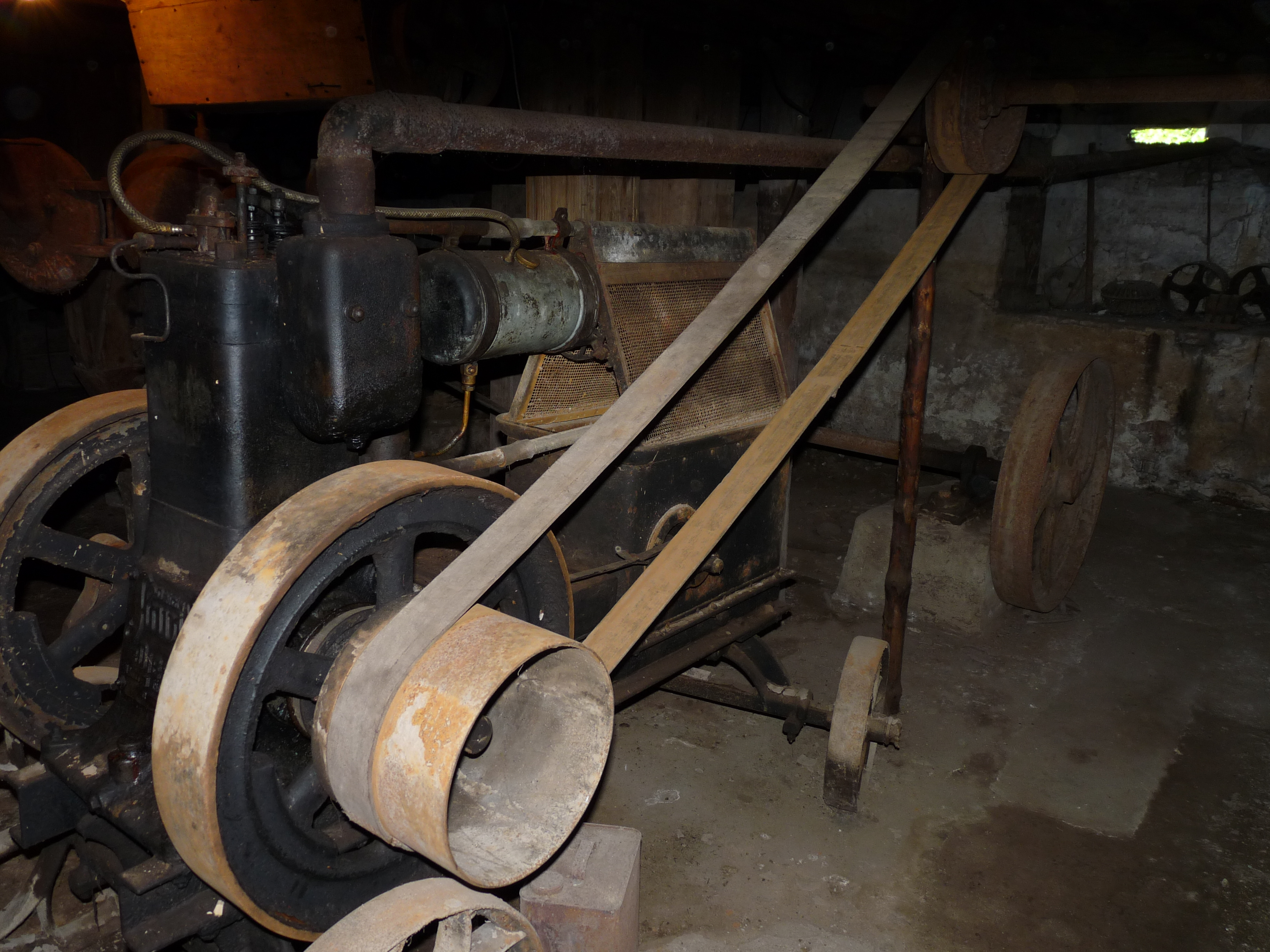
Stabilní motor Slavia

Stabilní motor (resp. stacionární) je obvykle spalovací motor zážehový (nejčastěji petrolejový, dále benzolový, později benzínový) nebo vznětový.
Motory, v naprosté většině jednoválcové, pracovaly na čtyřtaktním principu a měly těžké setrvačníky, které zajišťovaly jejich pravidelný chod.
Využíval se pro pohon různých stojících (stabilních) zařízení, jako například cirkulárky, vodní čerpadlo, mlátičky obilí a jiných strojů.
Jejich předchůdcem byla parní lokomobila, která sloužila ke stejnému účelu.
K největšímu rozšíření těchto strojů došlo v Česku v meziválečném období. Nejznámější výrobci v éře ČSR byly firmy Slavia, Lorenc Kroměříž, Wikov, Ježek Blansko, Benz Třebíč, Svoboda. Výkonové rozpětí činilo od 3 HP až k největším strojům přes 10 HP, které již zvládly pohánět tehdy největší zemědělský stroj – mlátičku. Nejvíc rozšířenými byly střední a malé stroje o výkonu od tří do šesti koňských sil sloužící k řezání dřeva, čerpání vody atp.
Někdy byly montovány na rám s koly pro jejich snadnější transport.
Montovaly se též do prvních traktorů.